# 2024年英國騷亂
2024年7月30日至8月7日期間，英國爆發大規模極右翼騷亂及一系列反移民示威活動。事件起因於同年7月29日，在修夫港所發生的青少年持刀襲擊女童的案件；有傳媒及團體在網上散播兇徒為穆斯林非法移民的虛假資訊，繼而導致當地爆發騷亂並蔓延至全國多個地區。
多場騷亂被指由極右翼團體散佈假新聞以煽動民眾聚集街頭，並帶有伊斯蘭恐懼症、種族歧視、仇恨的特徵；同時亦有極右示威者攻擊安置尋求政治庇護者的酒店，以及不同地區的清真寺和少數族裔的店舖。隨後，騷亂情景亦引起反種族歧視團體、穆斯林以及其他社區人士的不滿，並促使他們大規模發起反示威行動。

## 背景

### 紹斯波特持刀襲擊事件
2024年7月29日，英國默西賽德郡修夫港的一個社區空間發生持刀襲擊事件。當日正舉辦一場以泰勒絲為主題的幼兒瑜珈和舞蹈活動，而有25名兒童出席；期間，持刀者進入會場並向在場11名兒童及2名成年人施襲。事件最終造成3名兒童死亡，另外有8名兒童受傷，其中5人傷勢嚴重（包括兩名在場成年人）。案發後，一名17歲英國籍非裔男子當場被捕。

### 假消息
在持刀襲擊事件之後，網上出現對疑犯身份和宗教信仰的錯誤推測及資訊。假消息最早來自Channel3Now網站，訛傳肇事者是一名穆斯林人名叫 Ali Al-Shakati ；多個具有高知名度的極右社交媒體賬號，陸續在X平台上散播包括疑犯國籍和移民身份在內的假消息。X所移除錯誤聲稱疑犯身份的原始帖文，該帖已獲得170萬次瀏覽，但這一假消息隨後仍在網上迅速傳播，總計獲得1700萬次瀏覽。各大傳媒普遍將社交媒體上的假消息視為騷亂的起因。
政治傳播學教授安德魯·查德威克描述該推文為「故意捏造，以對少數族裔和移民產生敵意，這可能是一種伊斯蘭恐懼症的宣傳」。極端右翼主義專家馬修·費爾德曼評論道：「很難想像還有比妖魔化穆斯林和有色人種並導致街頭騷亂的虛假故事更好的網路危害破壞現實世界的例子了」。前安全事務國務大臣斯蒂文·邁帕特蘭指責俄羅斯和普京政權參與這場假消息的宣傳戰，稱其為「俄羅斯劇本的一部分」。《衛報》專欄作家歐文·瓊斯責備X（前Twitter）為「假消息和極右言論的溫床」，因為它傳播關於該事件未經證實的消息。
後來，默西賽德郡警方嘗試闢謠並應對網上流傳的名字與本案無關，該人並不是疑犯。疑犯實際上是一名出生於卡迪夫的英國籍青年，名叫，於2013年才搬到修夫港。

## 主要時間軸
本部記載由7月30日至8月7日所發生的騷亂及暴力衝突事件。值得注意的是，自8月5日起英格蘭已經再沒有出現大型騷亂事件，而北愛爾蘭動盪則持續多兩日時間。

### 7月30日

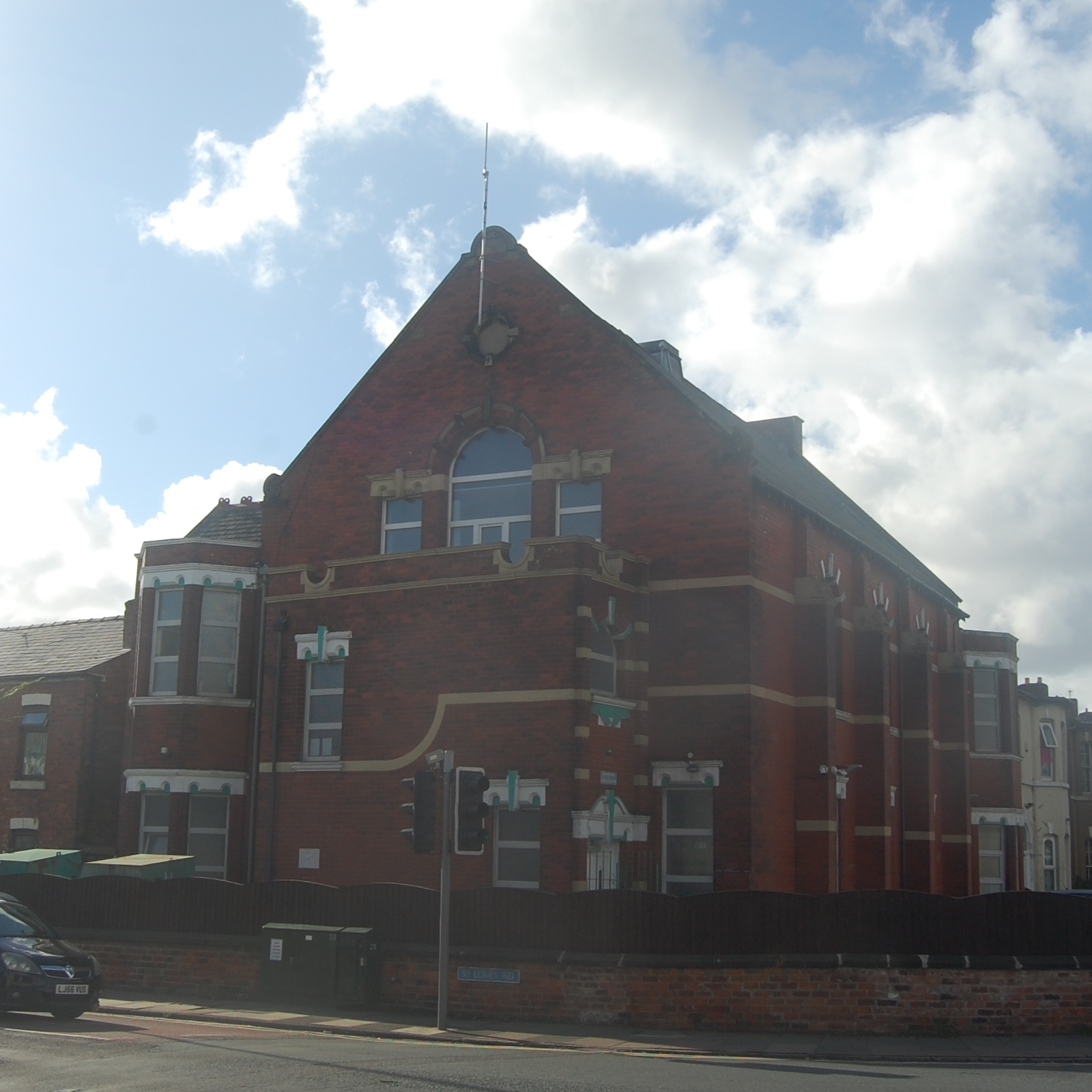
修夫港清真寺，2021年拍攝

大約在晚上8時5分，數百名極右示威者示威者聚集在南港清真寺外，高喊「決不投降！」和「我死也是英國人！」幾分鐘內，示威者與警方發生衝突。示威者築起路障並呼喊極右組織英格蘭護衛聯盟創始人「湯米·羅賓遜」的名稱。羅賓遜在兩天前被捕後被釋放。到20:37分，示威者開始向清真寺和警方投擲物品，導致一名警官受傷。一輛警車被縱火，警方投放煙霧驅散民眾。默西賽德郡警方請求大曼徹斯特警察、柴郡警察、蘭開夏郡警察及北威爾斯警察支援。防暴警察於21:14分清空清真寺附近的區域，示威者隨後在夜幕降臨時開始散去。到23:14分，騷亂結束。一間當地便利店被破壞。
這場騷亂造成超過50名警員受傷，其中一些人傷勢嚴重，還有3隻警犬受傷，4人被捕。聚集群眾當中，某些人被認為是英格蘭護衛聯盟的支持者；因著社交媒體流傳假消息，他們誤認為襲擊者是穆斯林移民。
在騷亂期間，《衛報》報導稱，極右活動人物在修夫港抗議開始前就已經在宣傳該活動。《哈芬登郵報》描述極右活動家「劫持」了對遇害者的守夜活動，而《曼徹斯特晚報》報導指「被謊言煽動的極右暴徒企圖利用這場悲劇。」默西賽德郡警方在騷亂當晚表示，他們認為英格蘭護衛聯盟的支持者參與並組織這場騷亂。湯米·羅賓遜否認英格蘭護衛聯盟涉及騷亂，但表示修夫港人士的憤怒是「有道理的」。

#### 後續
默西賽德郡警察聯合會表示，超過五十名警官受傷，西北救護車服務處報告稱其中27人住院，12人在現場接受治療後出院。默西賽德郡警方表示，8名警官重傷，3隻警犬受傷。
一名來自斯坦迪什的男子因涉嫌持有刀具被拘捕。警方實施24小時的「第60條令」，賦予警官進一步的截停及搜查權，並實施「第34條令」，允許警員將參與特定活動的人從該地區驅離。在騷亂後，默西賽德郡警方部署額外的警力，並保留救護車資源。
反法西斯團體「希望而非仇恨」警告稱，英國全國多個城市的極右翼團體可能會爆發進一步示威活動。默西賽德郡警方也憂慮暴力升級。

### 7月31日
倫敦白廳及英國其他地區也發生相關抗議，極右示威者再次與警方爆發衝突。
- 倫敦：倫敦警察廳向名為「受夠了」（[註 3]）的抗議活動施加公共秩序條件限制[47]；後來，極右翼示威者與警方發生衝突[69][70]，超過100人被拘捕[71]。
- 曼徹斯特：當日晚上，約40名示威者[72]聚集在一間據稱安置尋求庇護者的假日酒店。這群人喊著「我們要取回我們的國家」，一句與英國極右團體有關的口號[73]；事件導致兩人被捕[74]。
- 杜倫郡哈特爾浦：當晚亦爆發示威活動；有示威者向警員投擲雞蛋和玻璃瓶等物品，而一輛警車被縱火。當地警方出動防暴警察，而人群亦在晚上11時慢慢散去[75][76]。一些警官受傷，8人被捕[71]。
- 奧爾德肖特：一間收容移民酒店外也發生抗議活動[77]。漢普郡警察及犯罪事務專員唐娜·瓊斯（英语：Donna Jones (British politician)）描述了當地出現「暴民型」行為，而漢普郡警察局（英语：Hampshire and Isle of Wight Constabulary）報告稱有200人聚集，其中少數人投擲物品，並使人們受到種族虐待[78]。

### 8月2日
8月2日晚上，有示威群眾聚集在新特蘭的龍骨廣場並在市中心周圍遊行；諾森布里亞警察的騎警和防暴警察亦跟隨遊行隊伍。當某些遊行者試圖接近聖馬可路的一座清真寺後，警方和遊行人士在寺外發生衝突。示威者高喊「拯救我們的孩子」和「我們希望奪回我們的國家」，以及支持湯米·羅賓遜的口號和仇視伊斯蘭教的歧視性用語。一輛Uber的士被燒毀，當地商舖亦被洗劫。新特蘭中央警察局被人縱火，而開往新特蘭車站的火車亦被取消或改道至根德郡聖彼得。事後，四名警務人員被送院治理，而現場有12人被捕。
同一天晚上，大約一百名示威者聚集在利物浦，高呼反移民口號。

### 8月3日
8月3日，英格蘭發生多起極右翼集會和反抗議活動。在列斯，大約150名示威者高喊「你不再是英國人了」等口號，大約250名反示威者高呼「大聲說，說清楚，這裡歡迎難民們」。在曼徹斯特，150名示威者參加了「受夠了」（Enough is Enough）的示威活動，而350名當地人則參加了「停止極右」反抗議活動。據報道，在諾定咸有對立抗議團體之間發生了衝突。
在利物浦，兩個分別參加示威活動的團體在碼頭頂匯合，然後前往河岸街和教堂街。沃爾頓的一座圖書館被縱火，亦有輪垃圾箱被點燃；許多商店遭到破壞和搶劫。騷亂參與者向警方投擲瓶子、磚塊和照明彈，而一名警務人員被人推出電單車後遭到襲擊，另一名警員的頭部被椅子擊中。事後有23人因被捕，兩名警員分別因下巴骨折和鼻子骨折被送院治理。

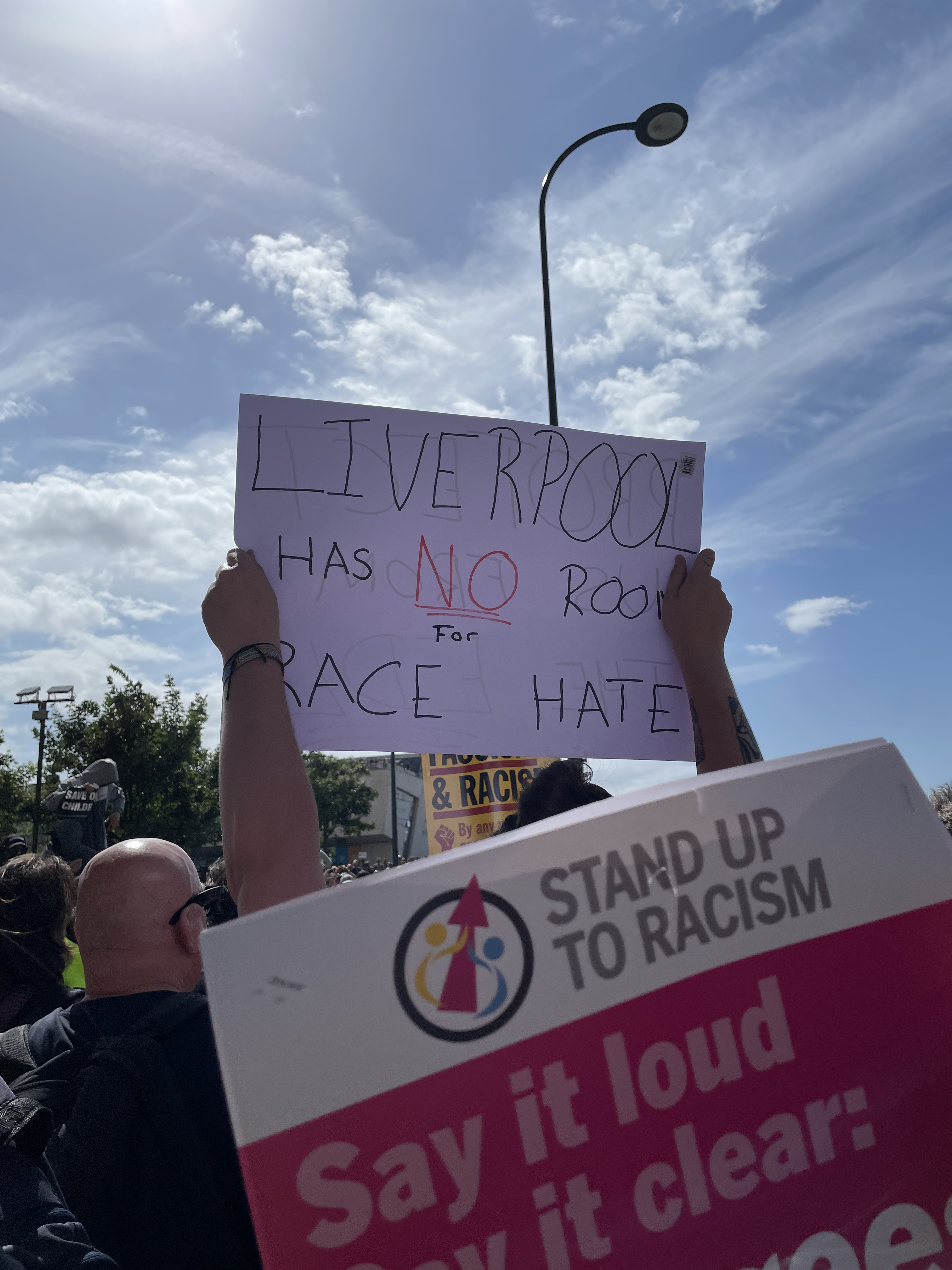
2024年8月3日，位於利物浦的反種族主義的示威遊行

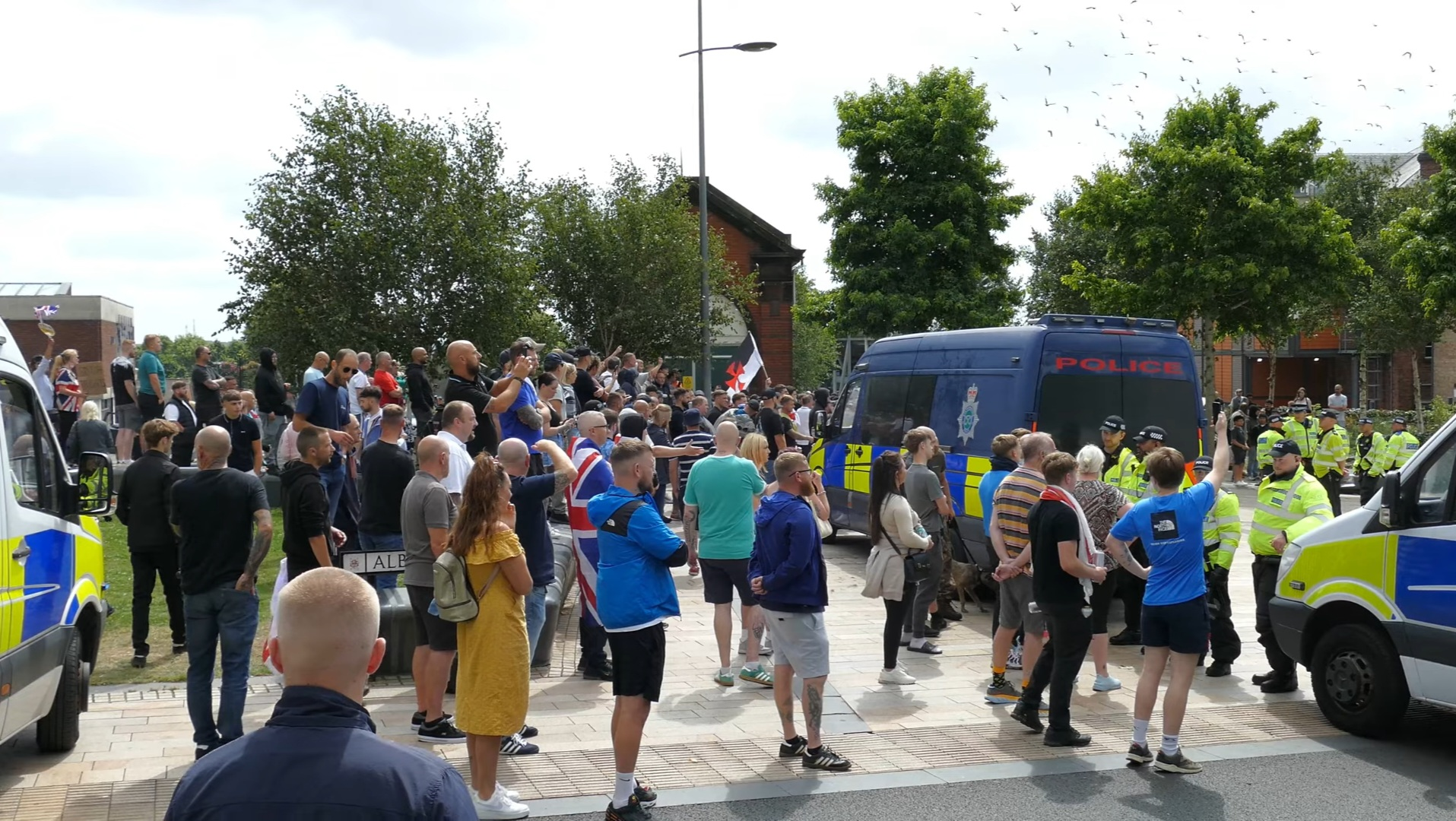
2024年8月3日，位於特倫特河畔史篤的示威活動

在特倫特河畔史篤，極右派遊行與當地清真寺外的當地反抗議團體發生衝突，並向防暴警察投擲汽油彈。事件導致3名警員受傷，10人被捕。
在曼徹斯特，兩人因為與警方「扭打」而被捕。兩人在李斯特市中心被捕，一人在列斯的抗議活動被捕。
在黑池，近1,000名示威者爆發暴力騷亂；有人向警方投擲瓶子和其他物件，導致20人被捕。在抗議場所附近，有參與「叛亂節」的參與者組成了反法西斯的反抗議活動，與當地示威者一度對峙；有人向對方投擲椅子、瓶子和木板。警方報告指出布力般和普雷斯頓也發生了「輕微破壞」。
在布里斯托，示威者在城堡公園聚集並與人數較多的反示威者發生衝突後，警方拘捕多人並封閉當地道路。反種族主義示威者離開城堡公園，並在收容了尋求庇護者的美居酒店前與其他人挽著手，因為他們收到消息稱極右翼示威者可能會瞄準該地點。反種族主義示威者在極右團體和警員之前不久抵達飯店；反示威者面臨極右翼分子的暴力企圖，試圖強行衝過防護線並進入酒店。事後，雅芳郡及森麻實郡警察拘捕了14名與抗議活動有關的人。
在侯城，有騷亂者用磚塊和煙火襲擊警員，縱火焚燒車輛並搶劫多家商店，包括其中一個鞋區被縱火；騷亂導致11名警員受傷，25人被捕。網路上流傳的一段影片顯示，一群暴徒包圍並襲擊了車內一名亞裔男子：他們一邊喊著種族歧視的言詞，一邊喊著「殺」的英文字。一間收容尋求庇護者的酒店也遭到暴徒攻擊，被投擲磚塊並砸碎窗戶。
貝爾法斯特也出現示威活動：反移民和反種族主義示威者持續對峙，並被防暴警察區隔。在沙地街地區，一間中東超市和水煙咖啡店被縱火，一間理髮店遭到破壞。有人向傳媒機構人員投擲汽油彈，有汽車被縱火，後來兩人涉嫌刑事毀壞而被捕。示威者砸碎窗戶並損壞家具，該市植物大道上的另一間咖啡店遭到破壞。在遊行期間也有人燃放了煙火。
在士他令，一名女士在士他令的英皇街被刺傷，而反伊斯蘭運動人士湯米·羅賓遜在網上猜測襲擊者是穆斯林；蘇格蘭警方發表公開聲明，稱攻擊者是白人而且已經被拘捕。
在唐卡斯特，一場計劃中的反移民示威活動因只有一個人出現而被取消。

### 8月4日

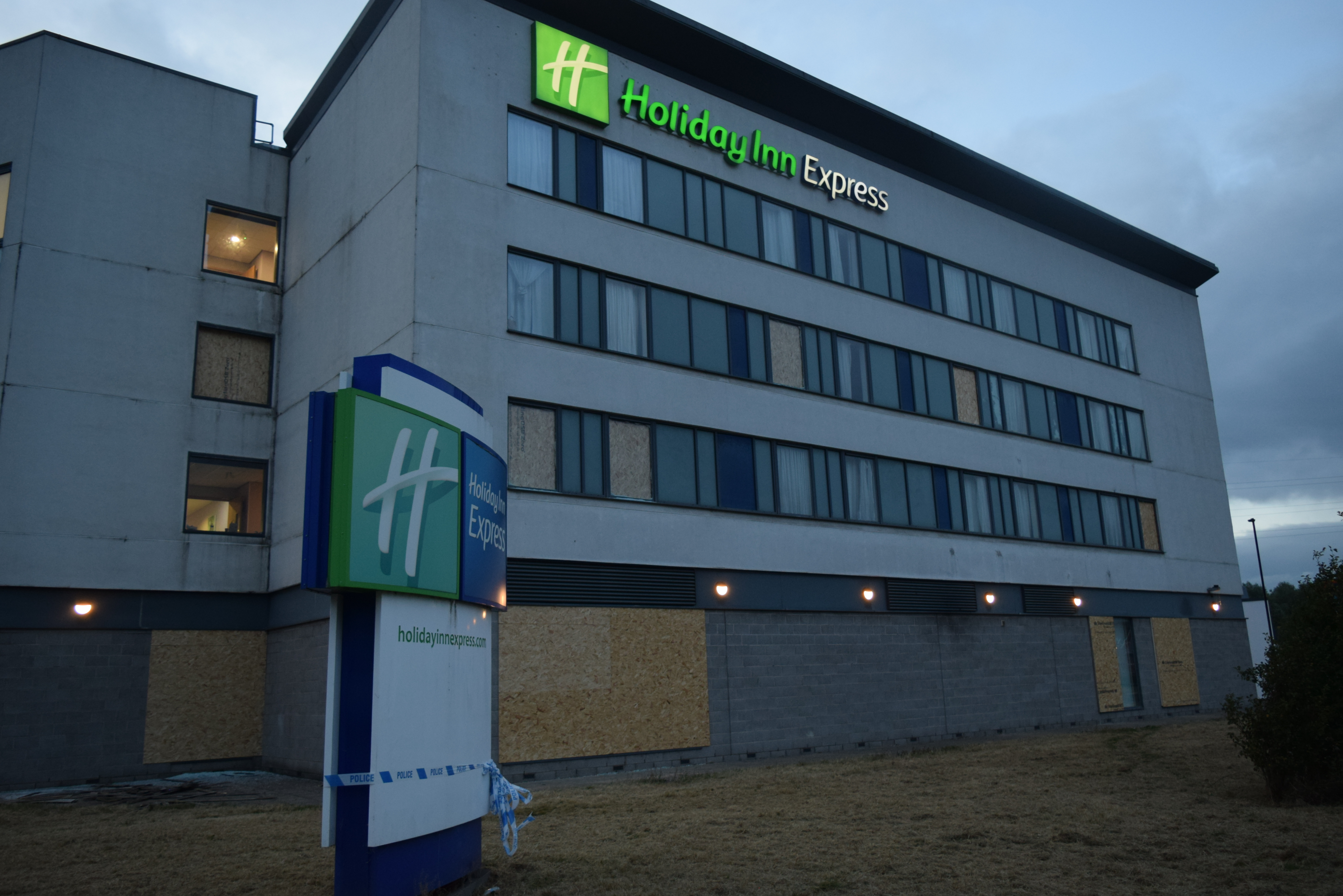
騷亂發生後第二天，洛達咸附近的智選假日酒店情況

在洛達咸區的迪恩河畔華斯，有反移民示威者及反種族主義的反抗議者聚集舉行各自的示威活動，而前者的人數超越後者的。隨後，一間收容尋求庇護者的智選假日酒店外發生騷亂；有戴面具的反移民示威者向酒店投擲物件，砸碎多個窗戶並燃點了大樓。他們亦被聽到高喊「把他們趕出去」和「約郡」。南約郡警方報告稱，洛達咸的暴力事件中有51名警員以及數隻警犬和馬匹受傷；有騷亂參與者向警方投擲混凝土塊、椅子、滅火器和樹枝。
當日，大曼徹斯特警方發布了涵蓋保頓的驅散通知書。極右翼示威者和反種族主義反抗議者亦再次在當地舉行示威活動，而雙方亦被警方分隔。
在米杜士堡，有暴徒在住宅區內針對房屋和私家車進行破壞並打破窗戶，多輪私家車被點燃；有人將燃燒中的垃圾箱推向一排的警員，亦向他們投放汽油彈。提賽德大學的奧林匹亞大樓有窗戶被打破。克里夫蘭警方表示，當地的議會路及皇家法院大樓的多處遭到嚴重損壞，事後有43人因與騷亂有關而被拘捕。
在譚沃思，有另外一間收容尋求庇護者的智選假日酒店外發生騷亂事件。有人向建築物和警察投擲物體，而其中一人受傷；窗戶被砸碎，而建築物的一部分被縱火。事後三隻警犬受傷，其中一隻頭部被磚頭擊中。
在梳利侯，市中心發生了大規模的反移民示威活動；該事件導致圖伍德商場被迫關閉。晚上，西密德蘭郡警方接案到達冬宮道（Hermitage Road），在「The Hub」清真寺外驅散兩群人。警方表示，他們正在調查其中一個團體是否可能與當天稍早在伯明翰市中心舉行的反種族主義示威活動有關。

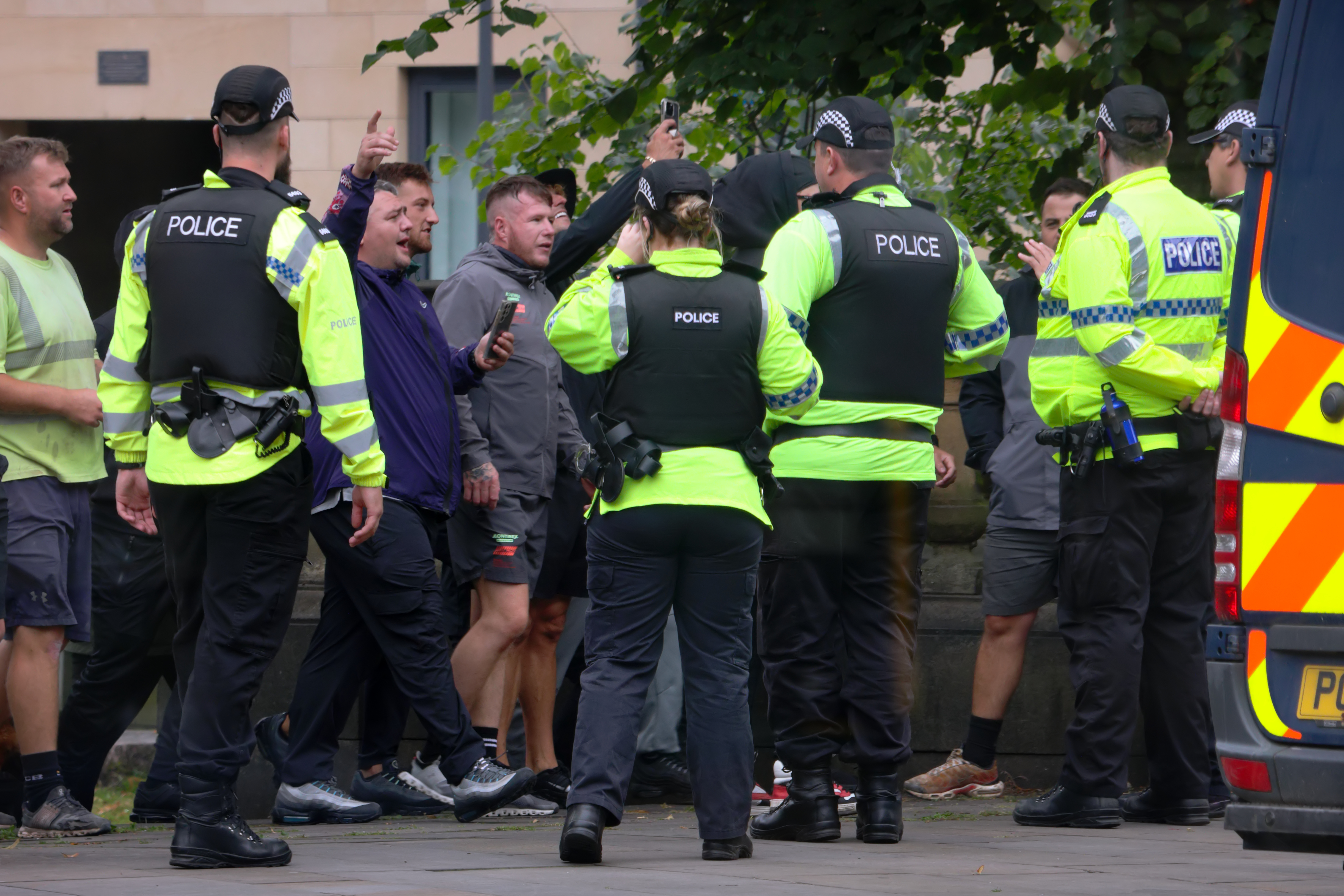
2024年8月4日，在蘭加士打所發生的極右翼示威活動

候城及韋茅斯也出現了反移民示威，而後者亦有反抗議的示威活動。在蘭加士打，在極右翼和反法西斯示威者的對峙途中，有兩間商鋪的窗戶被砸碎。在錫菲的示威活動中，有1個人因涉嫌干犯公共秩序的罪行而被捕，亦有一名極右翼示威者遭到襲擊。在韋茅斯的示威活動中，有三人被捕及兩名警察受傷。在卡迪夫，反種族主義的反抗議者在已計劃的極右派示威同時進行抗議，並在威爾斯議會大廈外遇到一些極右示威者，但後來雙方沒有發生衝突。

### 8月5日
8月5日，社交平台上廣泛流傳的一份記載來自英格蘭的至少39名移民法專家、庇護者支援團體和移民服務機構的名單，並將他們的辦公室定為未來一周極右翼示威活動的目標。英格蘭及威爾斯律師會主席已經寫信給英國首相、大法官和內政大臣表達業界的擔憂。
在伯明翰，因應將會有極右翼示威活動的出現，有當地人聚集在涉及的一座清真寺周圍，亦有人在鄉村伊斯蘭中心周圍進行監視；附近的商鋪和幾間診所亦有關門，一間醫院讓其員工回家，為潛在的暴力活動做好準備。在示威進行期間，斯泰福德警察局附近的幾輛私家車遭到損壞。一群天空新聞台的員工被一名戴著巴拉克拉法帽的男子尾隨，而後者揮舞著的刀片並割破了前者的貨車輪胎。在此之前，現場的一名天空新聞台主播被一小群示威者打斷，而其中一人高喊「解放巴勒斯坦」（Free Palestine）和「幹你娘英格蘭護衛聯盟」（Fuck the EDL）的口號。逸德利一間酒吧外的一名孤獨男子遭到一群蒙面人攻擊。據《伯明翰郵報》報道，涉事的影片片段顯示兩方事先有互相交流，然後其中一名蒙面人率先襲擊該名男子，而其他人隨後加入毆鬥並有人則試圖阻止攻擊。天空新聞台記者貝基·科特里爾隔日在X上發帖稱，該酒吧的經理表示遭到襲擊的男子在蒙面人經過時，使用了攻擊性說話來刺激他們；該名男子因為「煽動暴力」而被禁止進入涉案的酒吧。
在普利茅斯，因應有示威活動的計畫，多間企業提前放班；有巴士路線被臨時改道，而當地皇家劇院的一場演出被取消。普利茅斯市議會警告當地居民遠離市中心，而德文郡和康沃爾郡警方表示他們將會增強警力；按照後來發表的報告，事發時警方部署了150名警員。警方在皇家巡遊列隊時，極右翼示威者及反法西斯的反抗議者正對峙，並互相投擲玻璃和石塊等物件；其中，反抗議一方的一名女子被投襲物擊傷。隨著示威持續到深夜，有人投擲瓶子、磚塊及煙火；市中心的店面被砸毀，磚鋪路亦被撕毀。事後，有報道稱有三名警員受傷後被帶離現場，一輛警車遭到損壞。當地警方在聲明中透露，有6人涉及參與騷亂被拘捕，並有幾名警員及一些公眾人士受傷，其中兩人需留院治理。
在北愛爾蘭，貝爾法斯特的沙地街發生進一步的暴力事件：一間企業再次成為攻擊目標，而一輛越野路華的裝甲警車被人投擲燃油彈和磚頭作攻擊；警員其後向騷亂者發射了兩顆塑膠子彈以作回應。一名50多歲的男子被人「踩踏他的頭」，而有其他人嘗試保護他；他在遭受嚴重襲擊後被送醫治理，而警方表所將這次攻擊視為具種族仇恨的犯罪行為。北愛爾蘭助理警務總長梅蘭妮·瓊斯表示，懷疑有阿爾斯特忠誠主義的準軍事組織涉及該件暴力案件。
在達靈頓的一間清真寺附近，有兩大群主要是男性的人士聚集在北洛奇公園，並其後向警方扔磚頭；事後有一人被捕。在牛津，有人在卡爾法克斯塔舉行了號召團結的集會。
在般尼公墓，有多個穆斯林墳墓遭到毀壞；當地警方將案件列作仇恨罪案處理。

### 8月6日

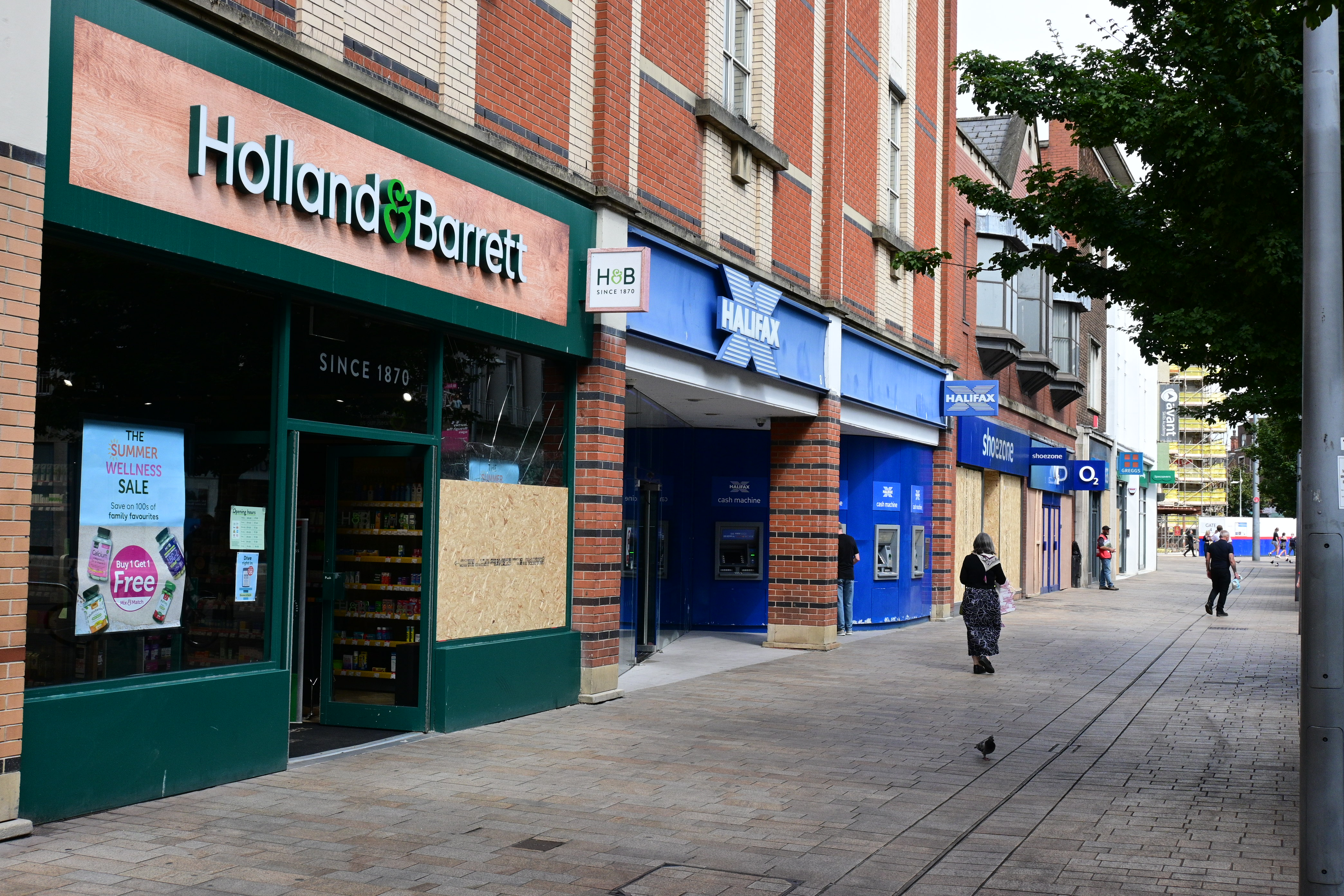
2024年8月6日，侯城市中心發生騷亂三天后，詹姆森街的一排商鋪關門。

由於網路上流傳有人會在杜倫市策劃騷亂，警方提前拘捕1人並發佈37項驅散令。然而，當日未有新聞報道顯示該市發生任何刑事毀壞或騷亂事件的報導。
當日，貝爾法斯特發生的騷亂升級，6人涉嫌干犯仇恨罪行及公眾地方內擾亂秩序行為罪行被捕。一名15歲男孩在貝爾法斯特西部的一間中東商店遭到襲擊。一輛被劫持的車輛被故意駛入伍德維爾路地區的一間地產仲介公司；三名蒙面青少年因「作出暴亂行為」的嫌疑在尚基爾地區被捕。

### 8月7日
據多間傳媒報道，當日在英格蘭和威爾斯將會出現超過100多場極右翼示威活動和30場反抗議活動，主要集中在移民中心和律師辦公室舉行。然而，實際上當天極右翼抗議者很少出現，而反抗議活動在當晚佔據主導地位。
在窩咸史杜和布里斯托，數千名反抗議者在當地聚集進行和平示威，伯明翰、倫敦哈羅、紐卡素、錫菲和修咸頓也出現類似場景；利物浦、賓福特、北芬奇利和打比也發生了反抗議活動。示威雙方的大量人群也聚集在喜士定和白禮頓，而警方在後者拘捕了一人。有三人在諾咸頓的反抗議活動中被捕，而一名反移民抗議者在樸茨茅夫被捕。一名男子在黑池被捕，另一名男子在米杜士堡被捕，一名男子在般尼茅夫的反抗議中被捕。大約500名反種族主義的反抗議者聚集在濱海修安，抗議一個預計會舉行的極右翼抗議活動（但後者亦最後並未出現）。與其他示威活動相反，在漆咸大約有150名反移民示威者聚集，人數多過當地大約50名反抗議者。在奧爾德肖特，警方需要分隔反抗議民眾及極右抗議者。阿克寧頓和譚沃思也出現規模較小的集會。
貝爾法斯特已經連續第三晚出現騷亂，有人向警員投擲物品及縱火。除了貝爾法斯特東部和北部，據報道紐敦阿比亦可能出現示威活動；當地警方已經派員到附近的馬勒斯克村莊戒備。

## 後續事件

### 8月8日
在班士利，有兩群示威者在市中心發生衝突後，事後2人在被捕。
在貝爾法斯特，有人在北愛爾蘭議會大廈外舉行了一場反種族主義集會；與此同時北愛爾蘭議會正在夏季休會期間召開特別會議，討論最近在貝爾法斯特發生的騷亂。

### 8月9日
在西修適士郡，數百名反種族主義者聚集在卡維尼的一間據傳安置尋求庇護者的假日酒店外，就已計畫計劃舉行的示威活動作出抗議。英國廣播公司新聞部報導，當時有4名反移民示威者現身，其中一人被捕。
在聯福郡佩斯利，有包括工會和人權組織代表在內的300名反種族主義者，聚集在一間收容尋求庇護者的酒店外抗議已計畫計劃舉行的極右示威活動，但最後沒有反移民示威者出席。同樣在巴斯蓋特，曾接待尋求庇護者的的凱恩酒店（Cairn Hotel）也發生了類似的反示威活動，大約有150人出席以回應已組織的極右翼抗議活動。

### 8月10日
當日凌晨時分，北愛爾蘭發生騷亂：有人向紐敦納茲的一座清真寺投擲汽油彈，在貝爾法斯特亦有私家車被燒毀。
在蘇格蘭，鄧弗里斯、登地、愛丁堡和格拉斯哥都爆發了反種族主義的示威運動。在愛丁堡，數百名反抗議者在蘇格蘭議會大廈外舉行和平集會，而類似的場景也發生在格拉斯哥的佐治廣場、鄧弗里斯的Planestanes和登地的凱爾德禮堂外。儘管相關反示威活動是為了回應傳聞中的反移民示威而組織的，但當天最後沒有出現任何極右派的示威活動。

## 各方反應

### 英國皇室
英國國王查理斯三世於8月9日發表聲明，衷心感謝警方及緊急救護部門為恢復受暴力騷亂影響地區的和平所作出的努力，並希望民眾互相尊重及諒解並團結起來。
2024年8月20日，查理斯三世到訪修夫港，探望襲擊事件的受害者及其家屬，並會見在騷亂後協助促進社區團結的人士。隔日，他在加倫宮接見受害者的家屬。

### 英國政界

#### 英國政府

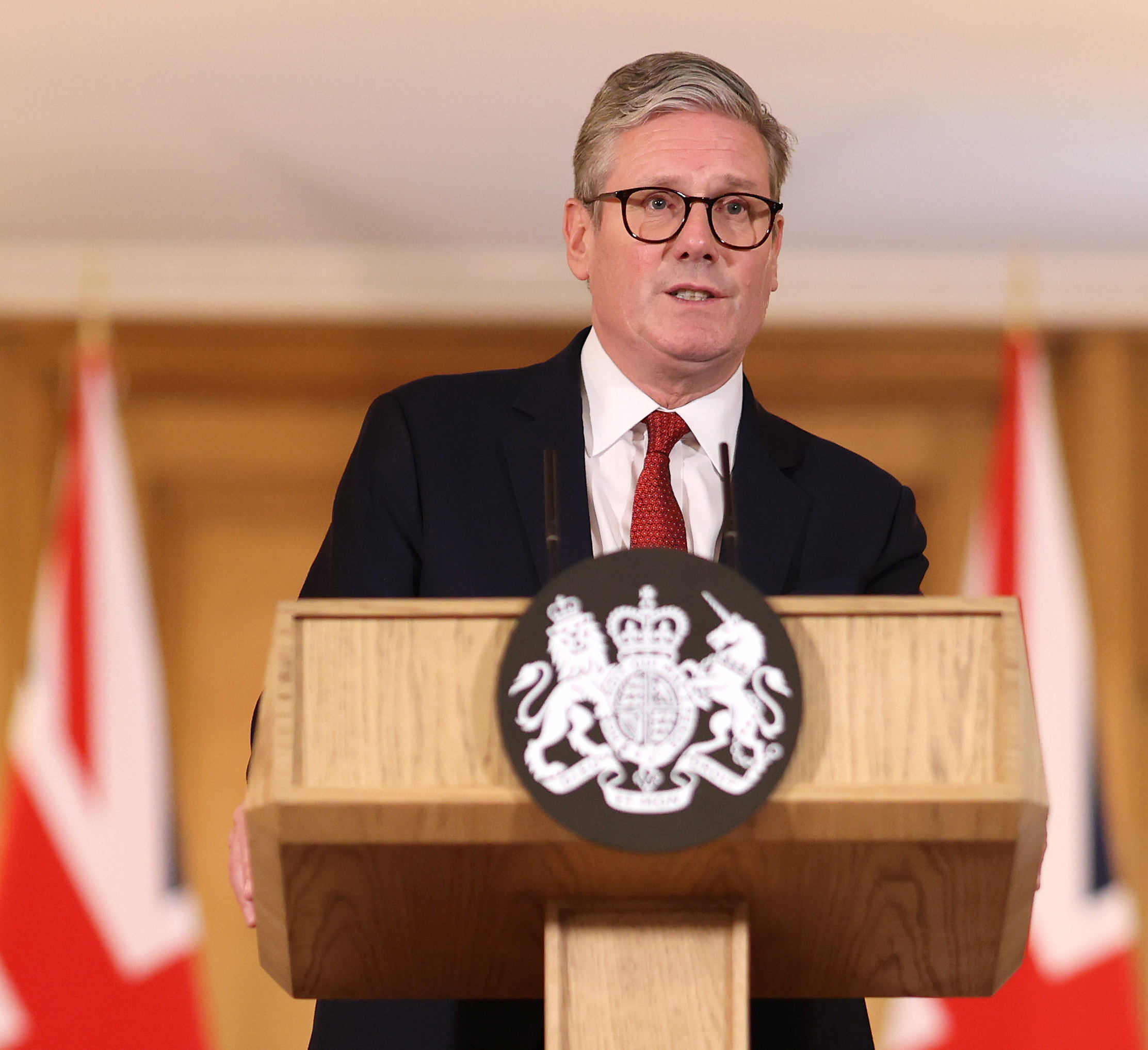
2024年8月1日，英國首相施紀賢主持一場記者會回應騷亂情況

英國首相施紀賢多次在公開場合譴責各地出現的施暴行為，並將騷亂稱為「極右派暴行」（far-right thuggery）：
- 7月30日，他表示那些「劫持遇害者守夜活動」的人「侮辱正在哀悼的社區」，並表示騷亂者將面臨最嚴厲的法律制裁[165]。
- 8月1日，他在與高級警官會面後，宣佈成立全國暴力騷亂計劃，以加強各地警隊在應對暴力騷亂時的合作[166]。
- 8月4日，他發表聲明譴責各地所出現的「極右派暴行」，指責騷亂群眾肆意散播暴力與種族主義言論並存，並強調這種行為毫無正當性。他亦指[167]：

對於那些因膚色或信仰而感到受到攻擊的人，我知道這一定是多麼可怕。我想讓你知道這些暴力暴徒並不代表我們的國家。我們會將他們繩之以法。我們的警察值得我們的支持，因為他們應對任何爆發的暴力騷亂。

無論明顯的原因或動機是什麼，我們都一視同仁。犯罪就是犯罪。
- 8月5日，施紀賢召開一場內閣事務部簡報室（英语：Cabinet Office Briefing Rooms）緊急會議，商討應對方案[168]。會後，他宣佈政府將引用緊急權力成立一支俗稱「常備軍隊」的特警隊，以更靈活地支援受嚴重影響地區的警方[169]。

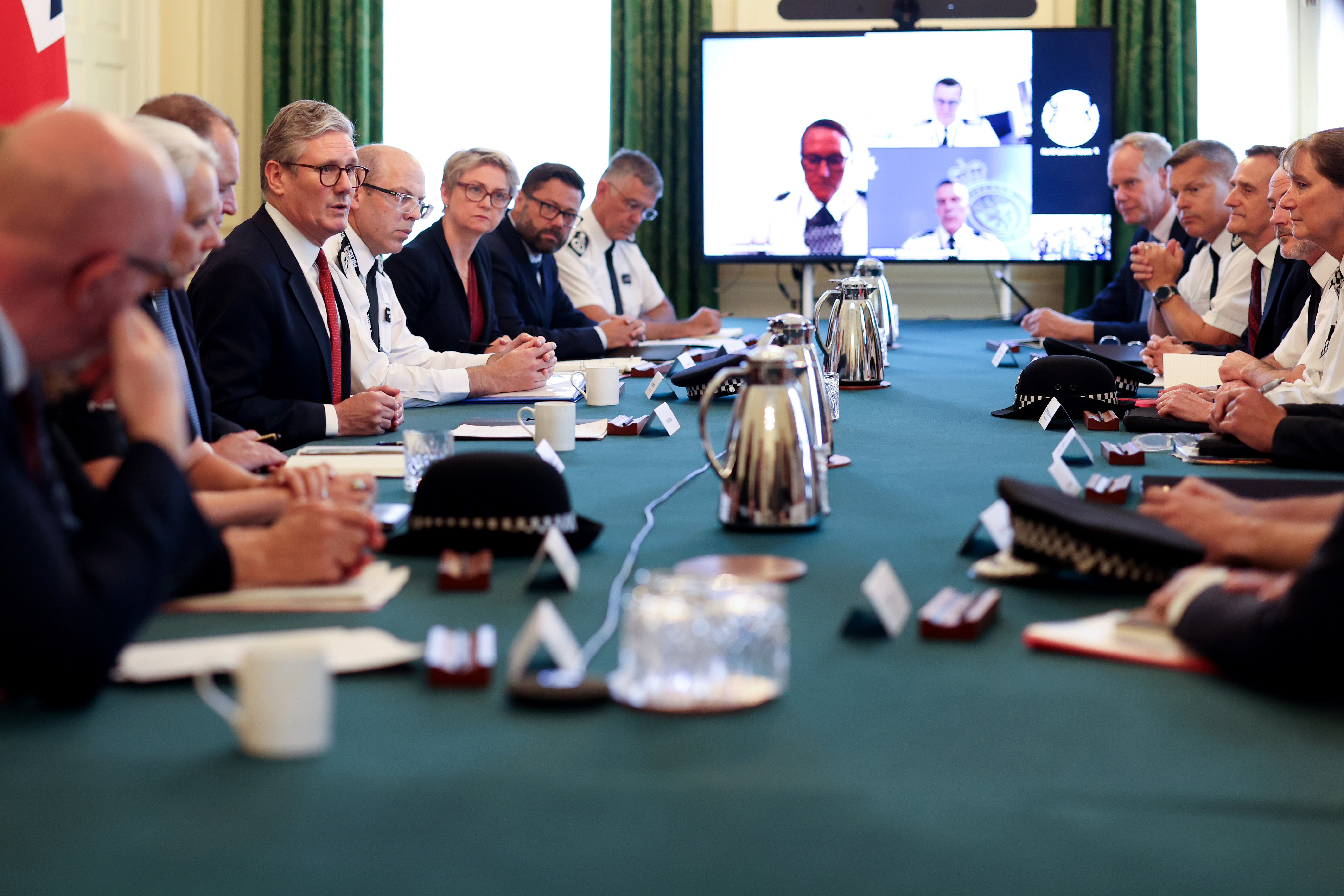
2024年8月1日，英國首相施紀賢及內政大臣顧綺慧與英格蘭及威爾斯各地警隊首長會面

英國副首相韋雅蘭在洛達咸附近視察遭受破壞的假日酒店後，表示以暴力發洩不滿皆不是合法的方法，認為各地的騷亂情況並不能體現「英國的價值觀」。
內政大臣顧綺慧譴責修夫港騷亂事件「令人震驚」，並呼籲公眾要尊重警方所進行的刑事調查。《獨立報》報道指，顧綺慧正考慮將與修夫港騷亂有關的英格蘭護衛聯盟列為恐怖組織，並予以取締。
內政部國務大臣大衛·漢森勳爵認為各地騷亂是有預謀及有組織地策劃，並表示警方已經密切監察相關團體及使用人臉辨識技術來識別任何涉及暴行的人士。
司法部國務大臣艾凱迪在英國廣播公司第四台的一個節目表示，英國政府因應騷亂情況會於8月下旬前增加567個監倉，並稱任何參加暴動或擾亂的人士會被判入獄。
在今次騷亂中，首相辦公室指控有外國代理人（包括俄羅斯）涉嫌散播謠言以觸發騷亂，明言會繼續調查並警告社交平台公司要正面面對假資訊問題。英國首相發言人表示國家打擊犯罪調查局和科學創新及科技部正調查外國散播假新聞的指控。

#### 國會議員及政黨
修夫港選區的工黨籍國會議員帕特里克·赫爾利在7月31日的BBC廣播四台的一個節目中表示，在當地參與騷亂的人士並不是當地居民而是「乘火車來的暴徒」，認為他們「完全不尊重死傷兒童的家庭和這個城鎮」。對有騷亂參與者打破修夫港清真寺的窗戶，赫爾利表示那些人「正在利用週一的恐怖事件，三個小孩的死亡，來達到自己的政治目的。」
反對黨領袖兼保守黨黨魁辛偉誠亦在X上譴責英國各地的騷亂，認為該暴行與修夫港持刀襲擊事件無關，並表示會全力支持警方嚴正執法。
自由民主黨黨魁戴宏發表公開聲明，表示對過去發生的騷亂「深感憤怒」並認為是「無可接受」，並呼籲所有人從受影響社區人士所表現出的巨大同情心、善良和正派中得到鼓舞。
英格蘭及威爾斯綠黨國會議員亦有發表聯合公開聲明，認為今次騷亂是源自於「法西斯式暴行」，認為政府應開公開守護英國的社會多元化以徹底打擊種族主義，並表示該黨會與穆斯林公民、尋求政治庇護者及受影響社區站在一起。
英國改革黨黨魁奈傑爾·法拉奇公開譴責各地出現的暴行，並稱「在一個正常運作的民主國家中，不應有如此程度的恐嚇和生命威脅」；他表示英國自從運動以來，英國警隊普遍存在「雙重執法標準」（two-tier policing），各個社區亦正因為不受控制的移民數量而遭受撕裂。此番言論在政界引起不滿：保守黨藉的前內政大臣彭黛玲批評奈傑爾·法拉奇的評論「極具誤導性」，認為他沒有必要發表該言論、利物浦市中心選區的工黨國會議員認為奈傑爾·法拉奇發表了「危險」的言論，並應該將他交予國會標準專員調查；同時，他因暗示真相被隱瞞而受到批評，隨後被一名前反恐警察指責其「煽動暴力」和「製造陰謀論」，而死於謀殺的前國會議員喬·考克斯的丈夫也同樣譴責他的言論，指責他「煽動騷亂」。
在英國下議院內，跨黨派的國會議員亦在公開場合呼籲工黨政府召開國會緊急會議。內政大臣顧綺慧表示政府並無計畫舉行下議院會議討論騷亂狀況，認為現時最重要是與各個國會議員保持緊密聯繫。

### 北愛爾蘭政界

#### 北愛爾蘭行政院
民族派北愛爾蘭首席部長敖美雪在社交平台X強調愛爾蘭島不容忍任何種族主義或針對少數族裔的攻擊，並表示行政院及北愛爾蘭警察局的首要任務必須是保護生命和財產，並應對任何種族主義、暴力和恐嚇。
聯合派北愛爾蘭副首席部長愛瑪·利特爾-彭傑利表示北愛爾蘭人絕大多數人會團結一致，應對恐嚇、暴動和暴力，堅決反對仇恨和種族主義。

#### 北愛爾蘭議會
多個政黨已經表態支持北愛爾蘭議會召開特別會議；應北愛爾蘭聯盟黨的提案，議會於8月8日中午12點舉行會議，討論下列動議：
本會譴責近日針對企業的刑事破壞；拒絕一切形式的伊斯蘭恐懼症、仇外心理和種族主義；認同志願組織打擊種族主義和支持受種族主義影響的人的工作；認可北愛爾蘭警察局及其他公共服務機構在最近的騷亂期間保護我們社區的工作；呼籲首席部長和副首席部長儘快確定難民融入策略草案和相關的專題交付計劃，並將其提交給行政院；以及進一步呼籲首席部長和副首席部長提交新的種族關係令，並制定程序在2024年底前替代《2015-2025年種族平等戰略》。
動議最終在無反對的情況下，獲得通過。

### 民間團體
利物浦地區清真寺網絡和英國穆斯林協會發表聲明譴責這場騷亂。
北愛爾蘭的多個教會領袖譴責預計在8月3日至4日舉行的反伊斯蘭抗議活動。

### 社交媒體公司
X平台主席伊隆·馬斯克在該社交平台回應一個涉及英國騷亂的貼文時，表示目前在英國「內戰是無可避免的」；英國首相發言人其後發表聲明譴責他，反駁指馬斯克「沒有任何理由發表這樣的言論」以及「任何人在網上煽動暴力都將面臨全面的法律制裁」。
《連線》報道指，Telegram已經移除一個名為的頻道。該頻道在修夫港持刀襲擊事件後成立，於成員人數多達1.5萬人；原本該頻道只是為示威活動作宣傳，但其後被指涉及對指定的人士及地點進行暴力威脅。

### 國際社會
澳洲、加拿大、中國大陆、香港、印度、印尼、肯尼亞、馬來西亞、尼日利亞、菲律賓、新加坡、坦桑尼亞、阿拉伯聯合大公國及美國已經發出旅遊警示，提醒留在或前往英國的人士注意安全及避免前往英國的騷亂地帶。
 愛爾蘭總理施蒙·夏里斯表示他已經與北愛爾蘭首席部長敖美雪討論貝爾法斯特的騷亂事件，並對那些高舉一邊愛爾蘭三色旗一邊攻擊警務人員並大肆宣揚種族主義的人表達「厭惡」。
 美國國務院發言人馬修·米勒表示美國認同英國當局有權動用所有執法權力追究施暴人士的責任；他表示，美國亦擁護集會自由，但「這絕不能成為作出暴力或參與暴動的辯解」。
 俄羅斯外交部發言人瑪利亞·扎哈羅娃表示俄羅斯呼籲英國「避免對示威者使用不合理或比例不相稱的暴力，並確保他們的集會自由權。」
 巴基斯坦警方於2024年8月21日拘捕一名叫  的男子，涉嫌透過Channel3Now的網站及社交平台帳號散播修夫港襲擊者身份的假新聞，包括訛傳其假名及穆斯林身份。但同月26日，他由於證據不足而被法院命令無罪釋放。